# 昆山经济技术开发区
昆山经济技术开发区是中华人民共和国江苏省苏州市昆山市下辖的一个类似乡级单位。

## 行政区划
下辖以下地区：
西湾社区、珠江社区、西河社区、玉龙社区、司徒社区、合兴社区、群益社区、丽华社区、兵希社区、樾城社区、富华社区、美华社区、孔巷社区、平巷社区、蓬朗社区、宝岭社区、夏驾社区、蓬曦社区、广志社区、蓬莱社区、蓬苑社区、蝶湖湾社区、蓬晨社区、蓬欣社区、兵东村、陆家泾村、盛庄村、新成村、邵泾村、马塘村、小连村、通辉村、蓬朗村和石林村。